# Agriades obsoleta
Agriades obsoleta är en fjärilsart som beskrevs av Tutt 1908. Agriades obsoleta ingår i släktet Agriades och familjen juvelvingar. Inga underarter finns listade i Catalogue of Life.